# Công viên xanh Luân Đôn
Công viên xanh Luân Đôn (tiếng Anh: Green Park) là một trong những Công viên Hoàng gia của Thành phố Westminster ở thủ đô Luân Đôn. Công viên có diện tích 19 mẫu Anh, và là một liên kết quan trọng giữa Công viên Hyde và Công viên St. James.
Công viên xanh Luân Đôn được xây dựng lần đầu tiên vào thế kỷ 16, và tạo được cảnh quan vào năm 1820. Không giống như trong số các công viên ở trung tâm Luân Đôn, Công viên xanh không có các tòa nhà lịch sử, tượng, đài phun nước hoặc hồ; và chỉ trồng một số loài hoa tối thiểu dưới dạng hoa thủy tiên.

## Vị trí

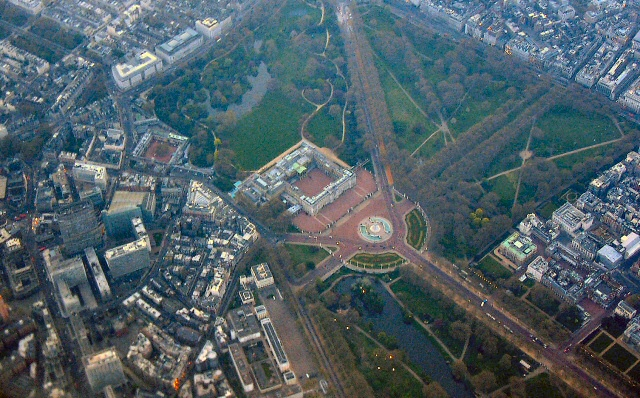
Công viên xanh Luân Đôn (hình tam giác) nhìn từ trên không ([//upload.wikimedia.org/wikipedia/commons/2/21/Buckingham_Palace_AerialView.jpg chạm vào để phóng to])

Công viên xanh Luân Đôn là một trong tám Công viên Hoàng gia, nằm giữa Công viên Hyde và Công viên St. James. Công viên rộng 40 mẫu Anh (16 ha), cùng với Vườn Kensington tạo thành các công viên bao quanh Cung điện Buckingham, những công viên này tạo thành một dải đất mở trong khu vực đô thị thành phố Luân Đôn.
Công viên xanh Luân Đôn được xây dựng giống như một hình tam giác, được ngăn cách với Vườn Buckingham ở hướng nam bởi đường Constitution Hill, ở hướng đông bởi phố đi bộ Queen's Walk và ở hướng bắc bởi đường lớn Piccadilly.
Phía góc của Công viên xanh Luân Đôn gặp Công viên thánh James, nơi giao nhau tại Đài tưởng niệm Victoria đối diện lối vào Cung điện Buckingham. Phía trước Đài tưởng niệm Victoria là Đại lộ The Mall và các tòa nhà của Cung điện St James và Dinh thự Clarence nhìn ra công viên ở phía đông.

## Lịch sử

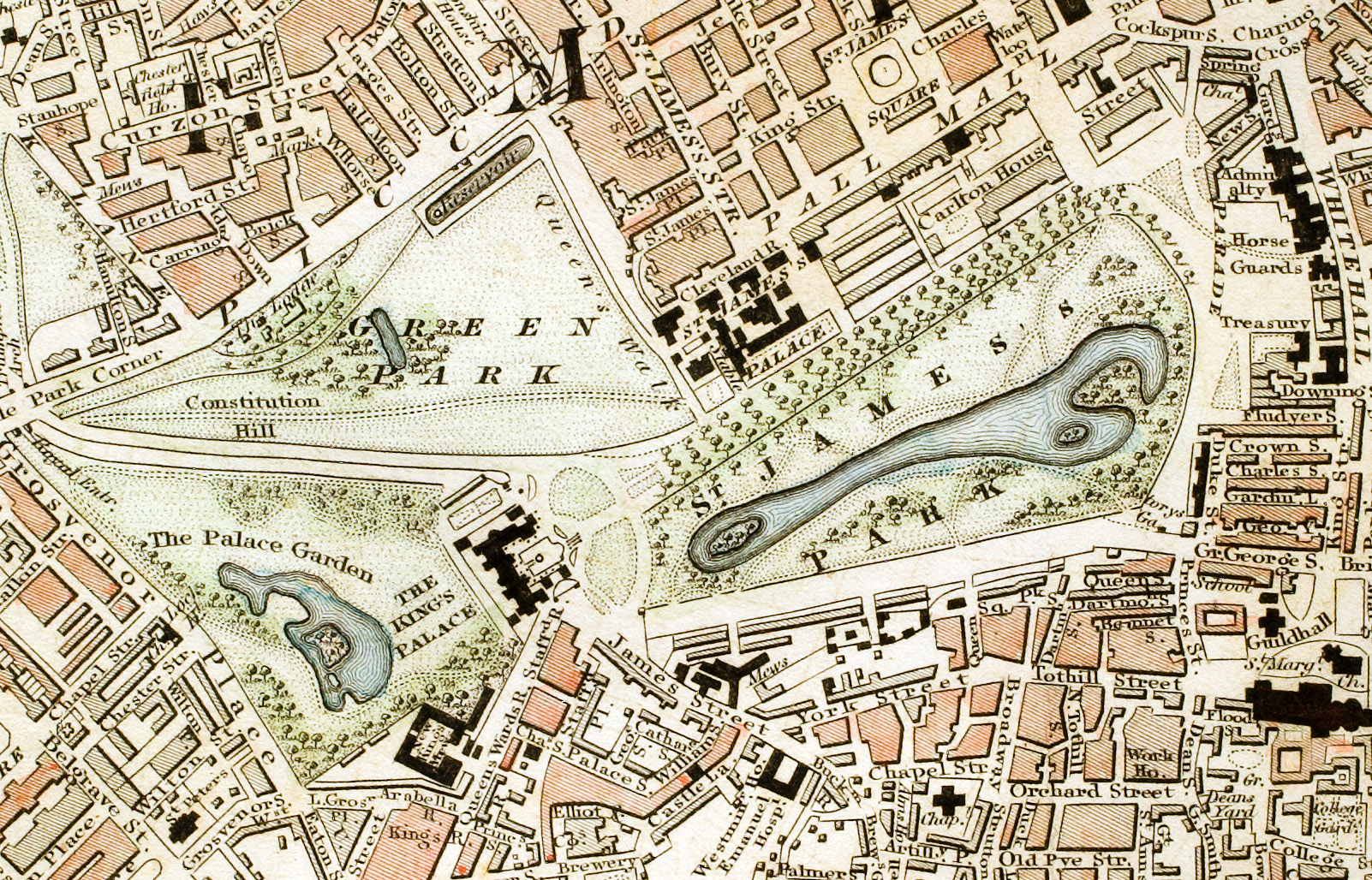
Bản đồ Công viên xanh Luân Đôn (năm 1833)

Công viên xanh là một vùng đồng cỏ được vua Charles II bao vây sau khi khôi phục chế độ quân chủ vào năm 1660.
Trong những năm 1730, vợ của Vua George II là Vương hậu Caroline, bắt đầu phát triển khu vực công viên. Vương hậu cho xây dựng một hồ chứa gọi là "Lưu vực Nữ hoàng", đây là nơi cung cấp nước cho Cung điện St James, và đặt một con đường đến hồ chứa được gọi là Lối đi của Nữ hoàng. Vương hậu cũng xây dựng một gian phòng trong công viên được gọi là "Thư viện của Nữ hoàng".
Năm 1767, vua George III đã giảm kích thước Công viên xanh Luân Đôn để mở rộng các khu vườn của Cung điện Buckingham.
Vào năm 1820, John Nash tạo cảnh quan cho công viên, như một công trình phụ trợ cho Công viên thánh James. Công viên xanh Luân Đôn được mở cửa cho công chúng vào năm 1826. Trong triều đại của Victoria của Anh, lưu vực của Nữ vương đã được lấp đầy và tất cả các tòa nhà đã bị phá hủy. Một số đài tưởng niệm chiến tranh đã được dựng lên ở công viên và cho mở cửa quanh năm.
Công viên xanh Luân Đôn được xếp hạng các khu vườn lịch sử công cộng hạng II.

## Bộ sưu tập

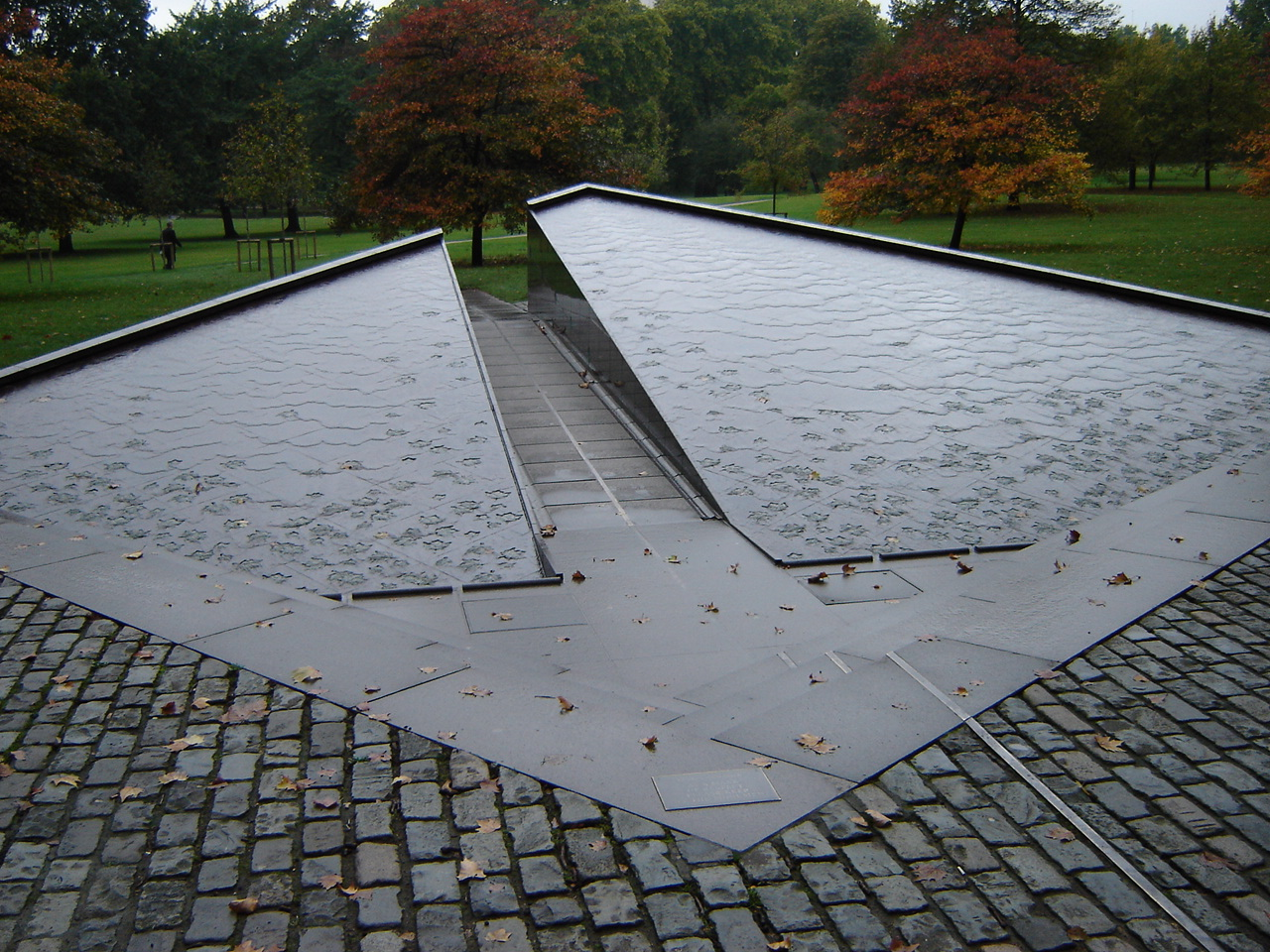
Đài tưởng niệm Canada
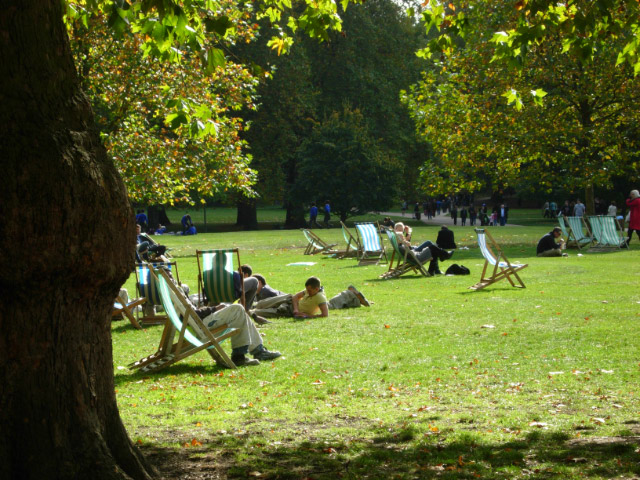
Mọi người tận dụng ánh nắng mùa thu ấm áp.
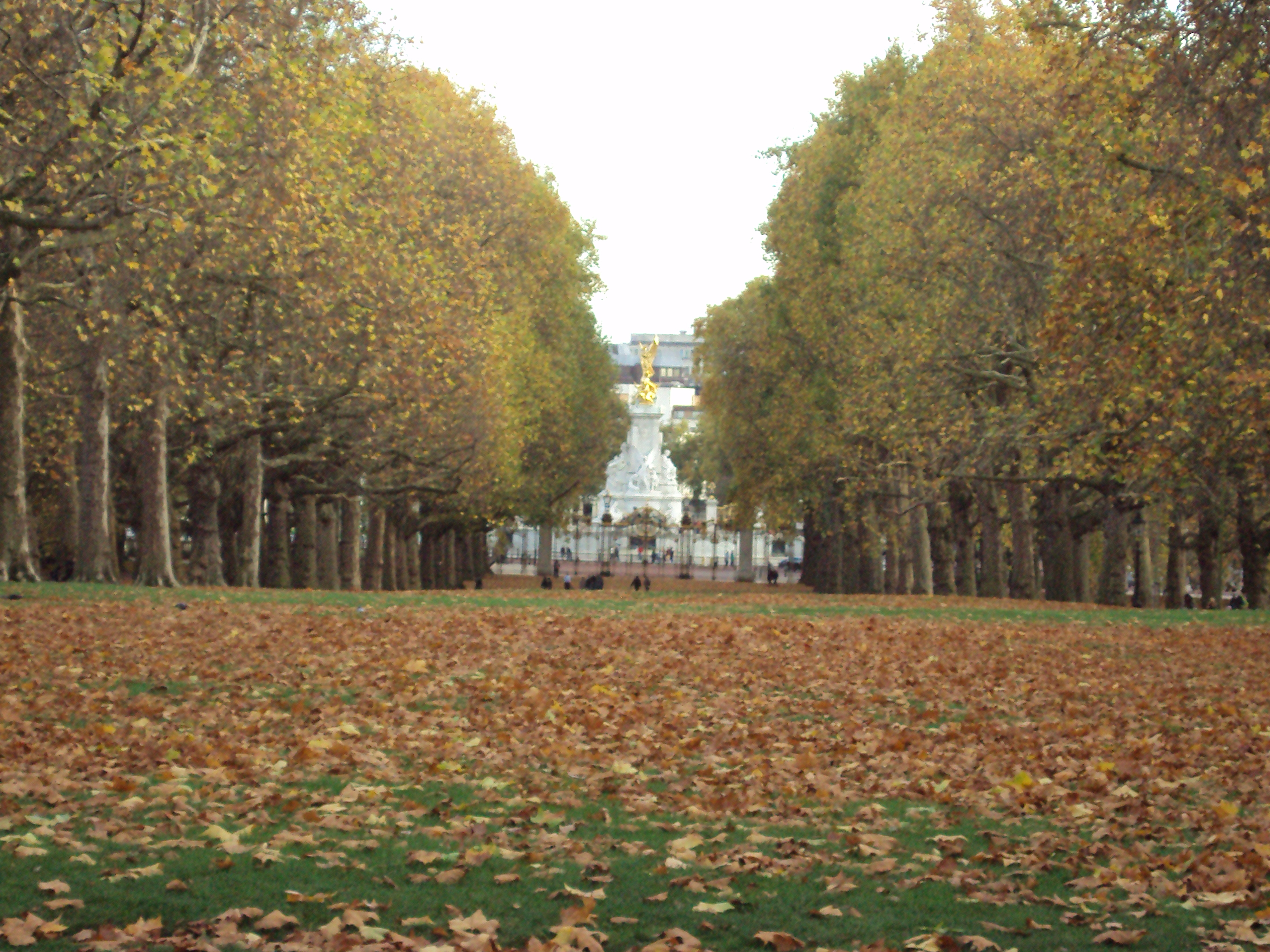
Công viên xanh Luân Đôn vào mùa thu. Đài tưởng niệm Victoria bên ngoài Cung điện Buckingham có thể được nhìn thấy từ xa.
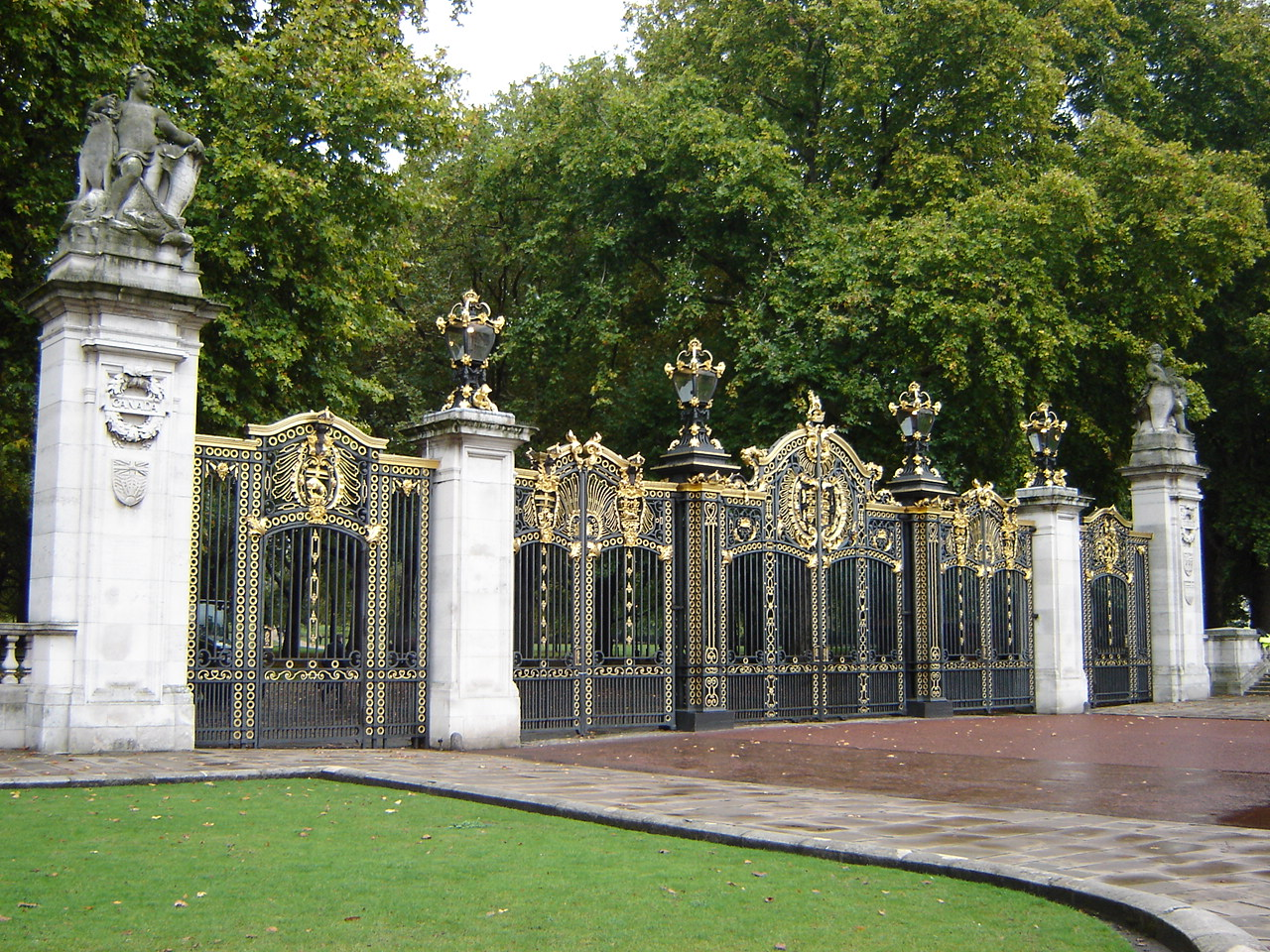
Cổng Canada, phía nam của Công viên xanh thuộc Đại lộ The Mall
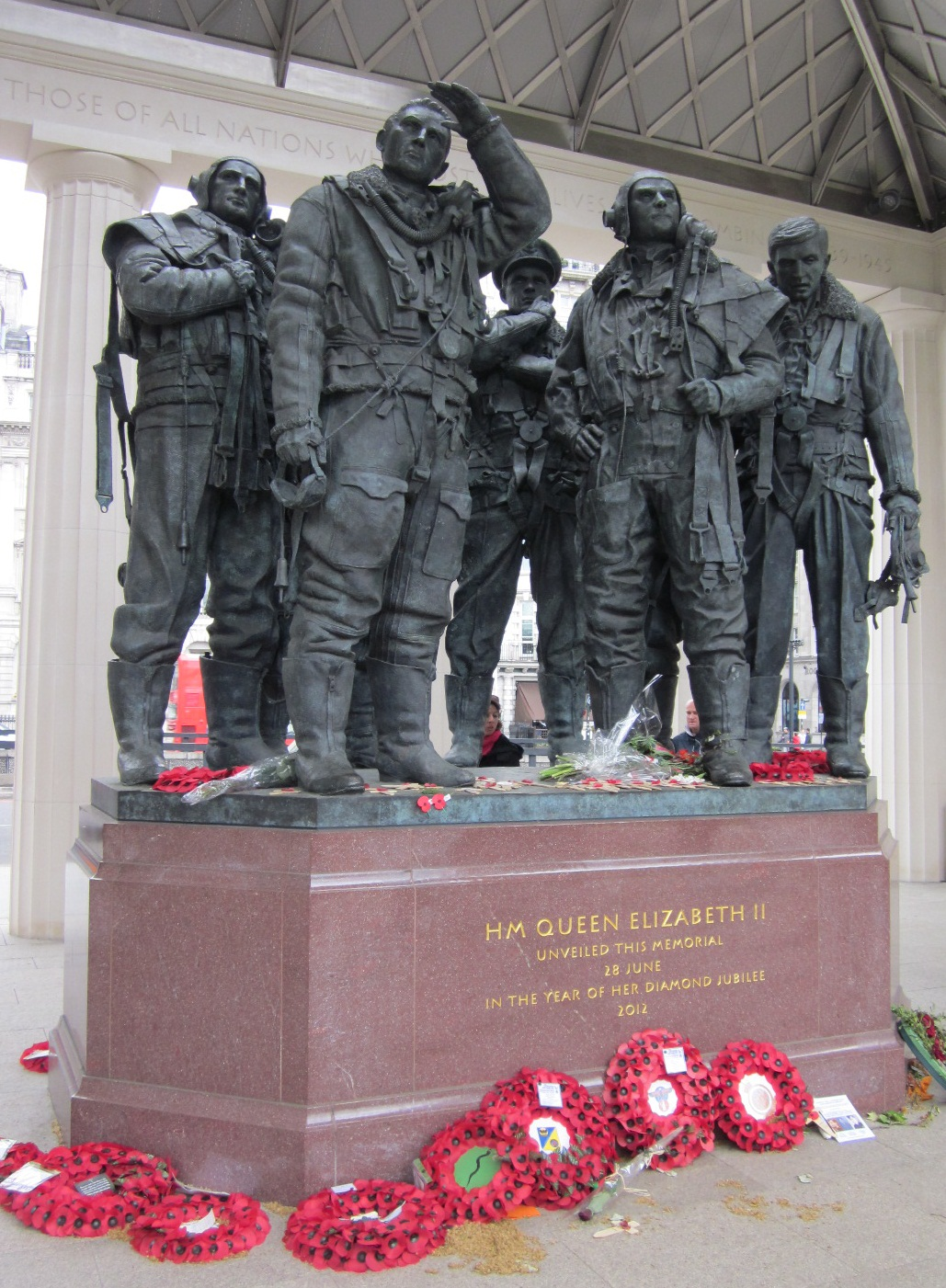
Đài tưởng niệm chỉ huy máy bay ném bom của Không quân Hoàng gia.